# Poiesis
Poíesis (do Grego Antigo: ποίησις), em português poíese, relacionado à técnica "poiética" (poética), indica a ideia de criar ou fazer. Etimologicamente, advém do grego poiein, por criar, com sufixo -sis referente a ação. É uma das modalidades da atividade humana dividida por Aristóteles no século IV AEC, dentre teoria e práxis. Em que teoria é a busca pelo verdadeiro conhecimento, práxis é a ação destinada a resolução de problemas e poíesis então seria o impulso do espírito humano para criar algo a partir da imaginação e dos sentimentos.

## Aristóteles
Aristóteles fala sobre a poíesis em uma de suas obras mais conhecidas, em Ética a Nicômaco.

## Platão
Em O Banquete, Platão define poiesis como: "Todo ocasionar para algo que, a partir de uma não-presença sempre transborda e se antecipa numa presença, é produzir." Nele, Diotima descreve como os mortais lutam pela imortalidade em relação à poiese. Em toda geração e vir-a-ser do belo, há uma espécie de fazer/criar ou poíese. Nesta gênese, há um movimento além do ciclo temporal de nascimento e decadência. "Esse movimento pode ocorrer em três tipos de poíesis: (1) poíesis natural através da procriação sexual, (2) poíesis na cidade através da conquista da fama heroica e, finalmente, (3) poíesis na alma através do cultivo de virtude e conhecimento".
Enquanto Platão, de acordo com o Timeu, considera a physis como o resultado da poíese, isto é, a poíese do demiurgo que cria a partir de Ideias, Aristóteles considera a poiética como uma imitação da physis. Em suma, a forma ou ideia, que precede a physis, contrasta com o vivo, que é o princípio inato ou forma do auto-movimento (a alma, que possui movimento próprio). Em outras palavras, o paradigma tecnomórfico contrasta com o biomórfico; a teoria da natureza como um todo com a teoria do indivíduo vivo.

## Martin Heidegger
Heidegger discorre sobre a poíesis e na conferência A questão da Técnica (Die Frage nach der Technik) do dia 18 de Novembro de 1953 no Auditorium Maximum da Escola Superior Técnica de Munique. Palestrando sobre como poíesis não é somente algo feito manualmente ou o levar a aparecer, à imagem do poético-artístico. Citando a Physis como o mais alto sentido de poíesis, tendo em vista que a physis que se apresenta tem em si mesma a irrupção do produzir, como é o exemplo do advento da flor no florescer.
Entram na classificação de poíesis também a arte e o destino. Sendo formas de produzir seja algo material, seja abstrato. A poíesis é um desabrigar produtor, um descobrimento.